# Yǎnǚ qíngxīn
Yǎnǚ qíngxīn é um filme de drama taiwanês de 1965 dirigido e escrito por Li Hsing. Foi selecionado como representante de Taiwan à edição do Oscar 1966, organizada pela Academia de Artes e Ciências Cinematográficas.

## Elenco
- Wang Mo-chou
- Ko Chun-hsiung